# Procellaria

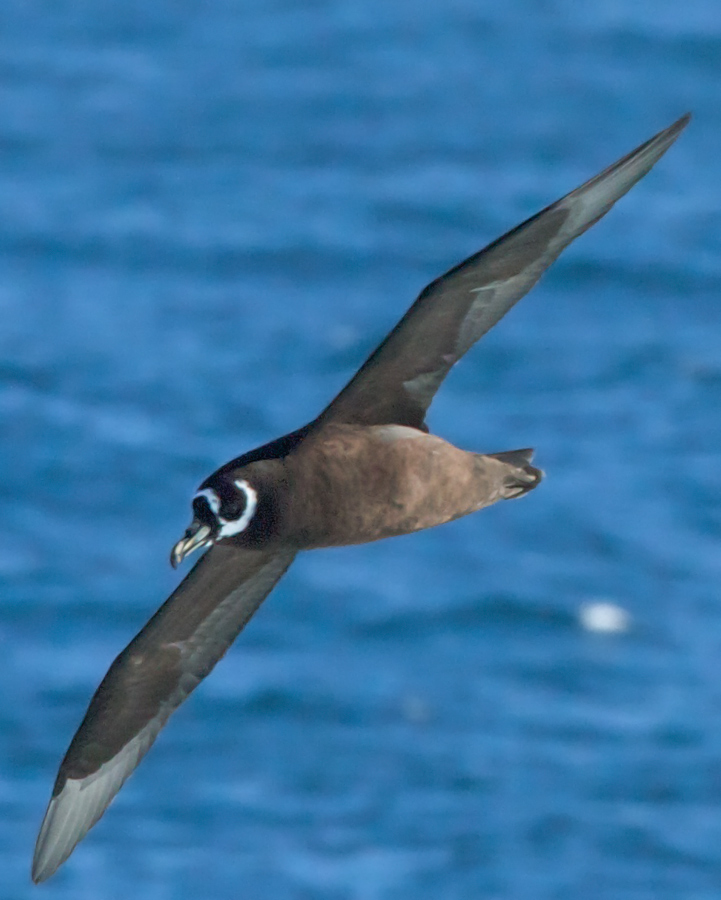
Procellaria conspicillata repülés közben

A Procellaria a madarak (Aves) osztályának a viharmadár-alakúak (Procellariiformes) rendjébe, ezen belül a viharmadárfélék (Procellariidae) családjába tartozó nem. Családjának a névadója és típusneme.

## Rendszertani besorolásuk
A legújabb mitokondriális DNS-vizsgálatok szerint, melyek a citokróm-b nevű gént voltak hivatottak feltérképezni, a Procellaria-fajok legközelebbi rokonai az úgynevezett szerecsenhojsza (Bulweria) nembéli madarak.
A Procellaria-fajokat a legközelebbi rokonaikkal együtt, azaz a szerecsenhojszafajokkal, a viharmadárféléken belül külön alcsoportba sorolják, azaz legalábbis egyes rendszerezők. Ha ez a csoportosítás általánosan elfogadott lesz, akkor ez a madárcsoport megkaphatja a nemzetségi státuszt.

## Rendszerezésük
A nemet Carl von Linné svéd természettudós írta le 1758-ban, az alábbi 5 élő faj és talán 1 fosszilis faj tartozik ide:
- szürke viharmadár (Procellaria cinerea)
- fehérállú viharmadár (Procellaria aequinoctialis)  - típusfaj
- Procellaria conspicillata - 2004-ig azonosnak vélték a fehérállú viharmadárral
- fekete viharmadár (Procellaria parkinsoni)
- westlandi viharmadár (Procellaria westlandica)
- †Procellaria ?? - még leíratlan maradvány, mely igen hasonlít e madárnem fajaira, azonban nem lehet biztosan tudni a hová tartozását[5]

### Fordítás
- Ez a szócikk részben vagy egészben  a   Procellaria című angol Wikipédia-szócikk ezen változatának fordításán alapul.  Az eredeti cikk szerkesztőit annak laptörténete sorolja fel. Ez a jelzés csupán a megfogalmazás eredetét és a szerzői jogokat jelzi, nem szolgál a cikkben szereplő információk forrásmegjelöléseként.